# Johnny Russell (countryzanger)
Johnny Russell (Moorhead, 23 januari 1940 - Nashville, 3 juli 2001) was een Amerikaans zanger en songwriter. Zijn composities werden gecoverd door vooraanstaande artiesten als Jim Reeves en The Beatles.

## Biografie
Russell werd geboren in Moorhead in de staat Mississippi en verhuisde rond zijn elfde met zijn gezin naar Fresno in Californië. In zijn jonge jaren wist hij al dat hij muzikant wilde worden en hij werd in die jaren beïnvloed door countryzangers als Ernest Tubb, Roy Acuff en Lefty Frizzell. Terwijl hij op de highschool zat deed hij mee aan verschillende talentenjachten. Nog steeds een tiener, wist hij zijn eerste platencontract te bemachtigen bij een klein radiolabel.

### Covers door  Jim Reeves, The Beatles en anderen
Net na zijn achttiende verjaardag nam hij zijn eerste plaat op, het zelf geschreven nummer In a mansion stands my love (1959). Het lied viel op bij Chet Atkins die het liet horen aan Jim Reeves. Reeves nam het nog hetzelfde jaar op als B-kant van zijn single He'll have to go. Reeves' single werd meer dan een miljoen maal verkocht, wat in het kielzog de nodige bekendheid met zich meebracht voor Russell. Ook andere artiesten coverden In a mansion later, zoals Frank Ifield (1963), Del Reeves (1966) en Arne Benoni (1988). Aan het begin van de jaren zestig kende Russell echter nog geen succes, ondanks dat hij een contract had weten te bemachtigen bij ABC Records.
In 1963 nam Buck Owens het lied Act naturally op dat Russell met Voni Morrison had geschreven. Owens behaalde er een nummer 1-hit mee in de Hot Country Singles en in 1965 werd het gecoverd door The Beatles. Ook tientallen andere artiesten coverden dit lied door de jaren heen, zoals Loretta Lynn (1963), Brian Hyland (1964), Hank Locklin (1965), Jody Miller (1966), George Jones (1987), Daniel O'Donnell (1988) en Garth Brooks (2013).
Opnieuw ontstond er belangstelling vanuit de muziekwereld voor hem en Russell beloot daarop naar het centrum van de countrymuziek (Nashville) te verhuizen. Daar tekende hij een contract bij de muziekuitgeverij van de Wilburn Brothers en schreef hij muziek voor verschillende artiesten.

### Doorbraak als zanger
In 1971 tekende hij bij RCA Records en in 1972 had hij een nummer 12-notering met zijn single Catfish John, een lied dat hij niet zelf schreef maar uit de pen kwam van Allen Reynolds en Bob McDill.
Zijn grote klapper kwam echter in 1973 met een nummer 4-notering in de Hot Country Singles voor Rednecks, white socks and blue ribbon beer; in Canada kwam het op nummer 1 terecht. Ook dit was geen eigen compositie, maar was geschreven door McDill met Wayland Holyfield.

### Latere carrière
Ook later in zijn carrière bleef hij composities voorbrengen voor andere artiesten. Ondertussen schaafde hij zijn honky-tonk-thema's bij, opdat ze beter aansloten bij de middle-of-the-roadmuziek die in de jaren tachtig opkwam.
In het midden van de jaren tachtig sloot hij zich aan bij tv-programma Grand Ole Opry met komische en zangoptredens en was verder te zien in het programma Hee Haw. Tussendoor had hij in 1987 een kleine hit met Little David Wilkins. Later dat jaar had hij een lichte hartaanval en moest hij geopereerd worden. Wel bleef hij ook daarna doorgaan met optredens, waaronder in de Grand Ole Opry.
Russell stond onder collega's bekend om zijn goede gevoel voor humor. Wayland Holyfield herinnerde zich in 2013 dat Russell een keer op zijn compositie reageerde met: "Het is niets voor mij, maar het zou een goede 'girlsong' zijn." Later spraken ze een keer samen over hoe het beste op slechte composities van songwriters gereageerd kon worden. Russell liet toen ontvallen dat hij dat ook wel deed, door te vertellen dat het niets voor hem was, maar het wel een goede 'girlsong' was.
In 2001 ging zijn gezondheid achteruit vanwege diabetes, zijn grote overgewicht en een nieuwe hartaanval. Jongere artiesten kwamen dat jaar bij elkaar en organiseerden een benefietconcert voor Russell, om hem in die situatie financieel bij te staan. Nog hetzelfde jaar overleed hij echter aan de complicaties van diabetes.
In november 2001 werd hij postuum opgenomen in de Nashville Songwriters Hall of Fame.

## Discografie

### Albums
| Jaar | Album                                      | Top Country Albums |
| ---- | ------------------------------------------ | ------------------ |
| 1971 | Mr. and Mrs. Untrue                        | -                  |
| 1973 | Catfish John / Chained                     | 32                 |
| 1973 | Rednecks, white socks and blue ribbon beer | 19                 |
| 1974 | She's in love with a rodeo man             | -                  |
| 1975 | Here comes Johnny Russell                  | 45                 |
| 1979 | Perspectives                               | -                  |

### Singles
| Jaar | Single                                           | Hot Country Singles |
| ---- | ------------------------------------------------ | ------------------- |
| 1971 | Open up the door to your heart                   | -                   |
| 1971 | Mr. and Mrs. Untrue                              | 64                  |
| 1972 | What a price                                     | 57                  |
| 1972 | Mr. fiddle man                                   | 59                  |
| 1972 | Rain falling on me                               | 36                  |
| 1972 | Catfish John                                     | 12                  |
| 1973 | Chained                                          | 31                  |
| 1973 | Rednecks, white socks and blue ribbon beer       | 4                   |
| 1973 | The baptism of Jesse Taylor                      | 14                  |
| 1974 | She's in love with a rodeo man                   | 39                  |
| 1974 | She burnt the little roadside tavern down        | 38                  |
| 1975 | That's how my baby builds a fire                 | 23                  |
| 1975 | Hello I love you                                 | 13                  |
| 1975 | Our marriage was a failure                       | 45                  |
| 1976 | I'm a trucker                                    | 57                  |
| 1976 | This man and woman thing                         | 45                  |
| 1977 | The son of hickery holler's tramp                | 32                  |
| 1977 | I wonder how she's doing now                     | flip                |
| 1977 | Obscene phone call                               | 91                  |
| 1978 | Leona                                            | 64                  |
| 1978 | You'll be back (every night in my dreams)        | 24                  |
| 1978 | How deep in love am I?                           | 29                  |
| 1979 | I might be awhile in New Orleans                 | 57                  |
| 1979 | Ain't no way to make a bad love grow             | 56                  |
| 1980 | While the choir sang the hymn (I thought of her) | 57                  |
| 1980 | We're back in love again                         | 59                  |
| 1981 | Song of the south                                | 57                  |
| 1981 | Here's to the horses                             | 49                  |
| 1982 | George                                           | -                   |
| 1987 | Butterbeans (met Little David Wilkins)           | 72                  |
| 1987 | It's quittin' time (met Little David Wilkins)    | -                   |

- Gemeinsame Normdatei: 134504739
- International Standard Name Identifier: 0000 0001 0981 4885
- Library of Congress Control Number: n95112685
- MusicBrainz: 1a54756b-abe7-4557-96c5-584f9323ea72
- Nationale Bibliotheek van Tsjechië: mzk2005282350
- Nederlandse Thesaurus van Auteursnamen: 220378908
- Virtual International Authority File: 32199306